# Сангаре, Диакаридия
Диакаридия Сангаре (фр. Diakaridia Sangaré, род. 25 марта 1994) — малийский шоссейный велогонщик.

## Карьера
В 2010 году Диакаридия Сангаре принял участие в Туре Мали в составе малийской сборной. Также занял четвертое место в первом издании critérium cycliste Agetipe. В следующем году он принял участие в Тур дю Фасо, однако не попал в лимит времени на пятом этапе.
В 2013 был вторым на чемпионате Мали, уступив только Якубе Тогола. На следующий год стал чемпионом Мали, который определялся по сумме двух гонок — индивидуальной и групповой. В начале 2015 года в составе сборной Мали принял участие в Вызове принца, серии из трёх марокканских гонок. Лучшим для него стала первая из них, Вызов принца - Трофей принца, где он занял 27-е место. В конце сезона занял 46-е место на Туре Кот-д'Ивуара и 30-е место на Тур дю Фасо.
В октябре 2017 года снова принял участия в Тур дю Фасо, однако на четвертом этапе не смог финишировать. 

## Достижения
2013
2-й на Чемпионате Мали — групповая гонка
2014
 Чемпион Мали — групповая гонка
2016
2-й на Чемпионате Мали — индивидуальная гонка